# Priorij Zevenborren

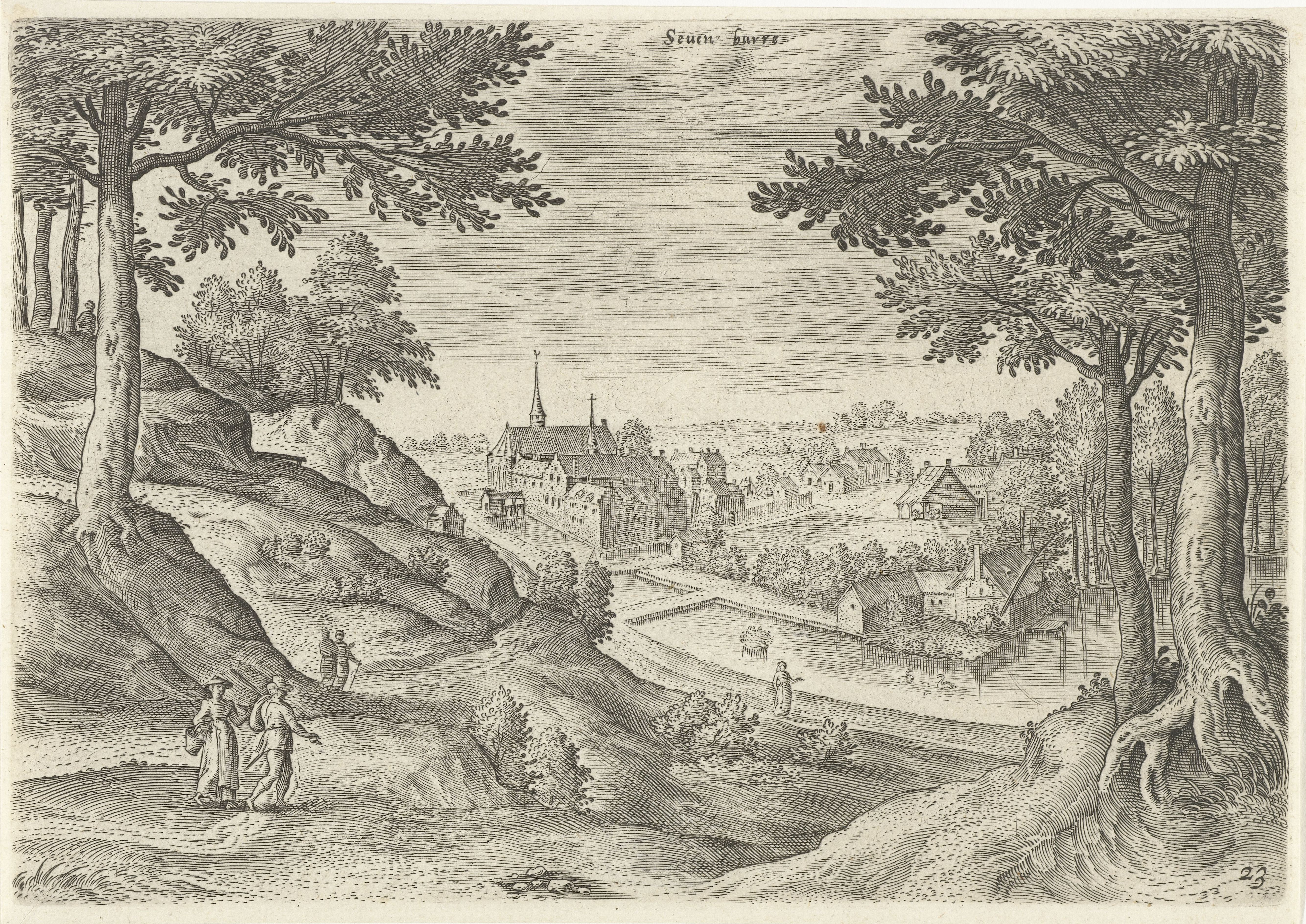
De priorij in de 16e eeuw op een gravure van Hans Collaert.

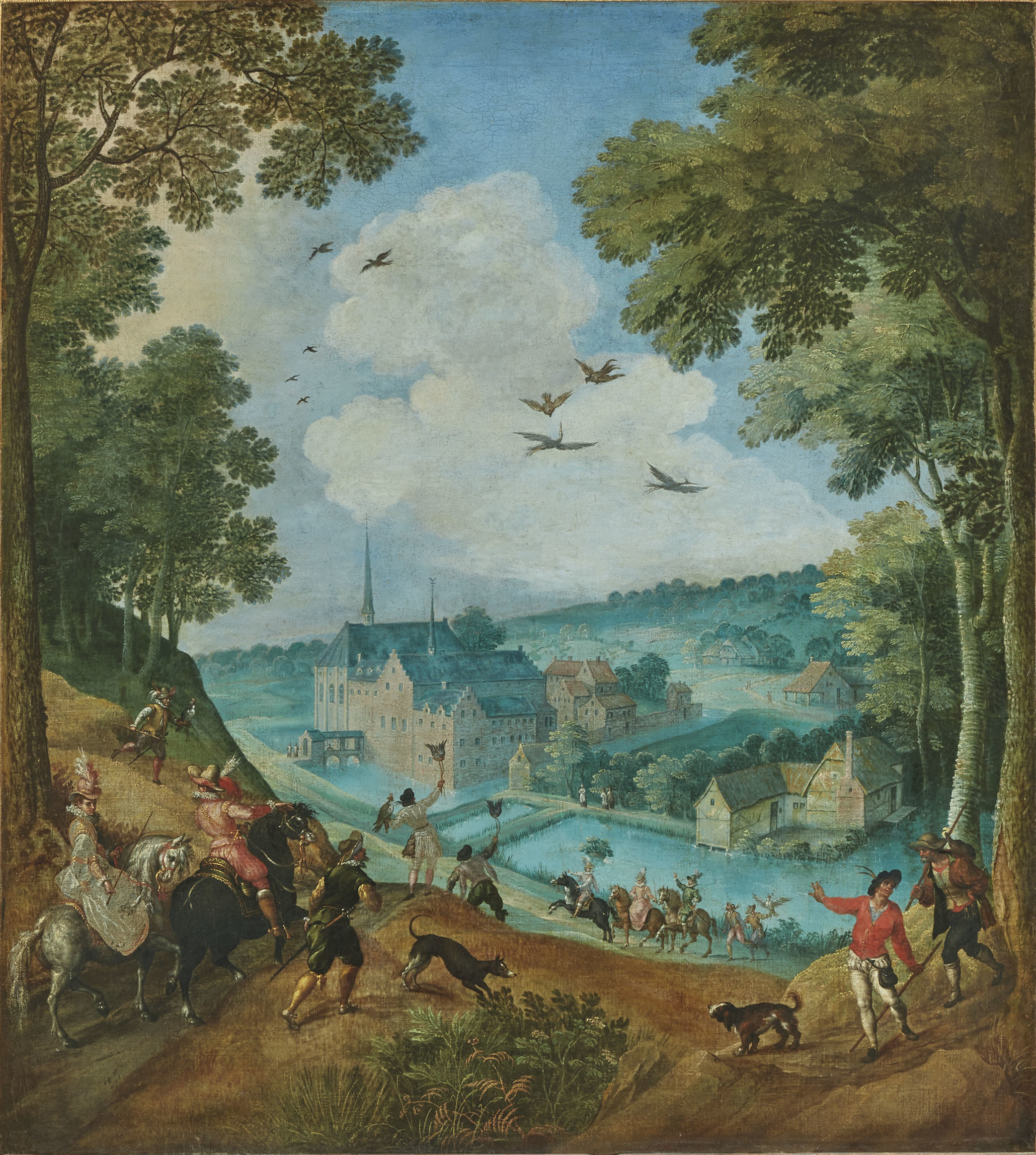
Schilderij naar de gravure, ca. 1620

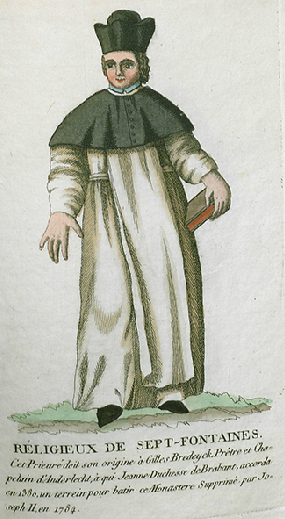
Voorkomen van een monnik van Zevenborren

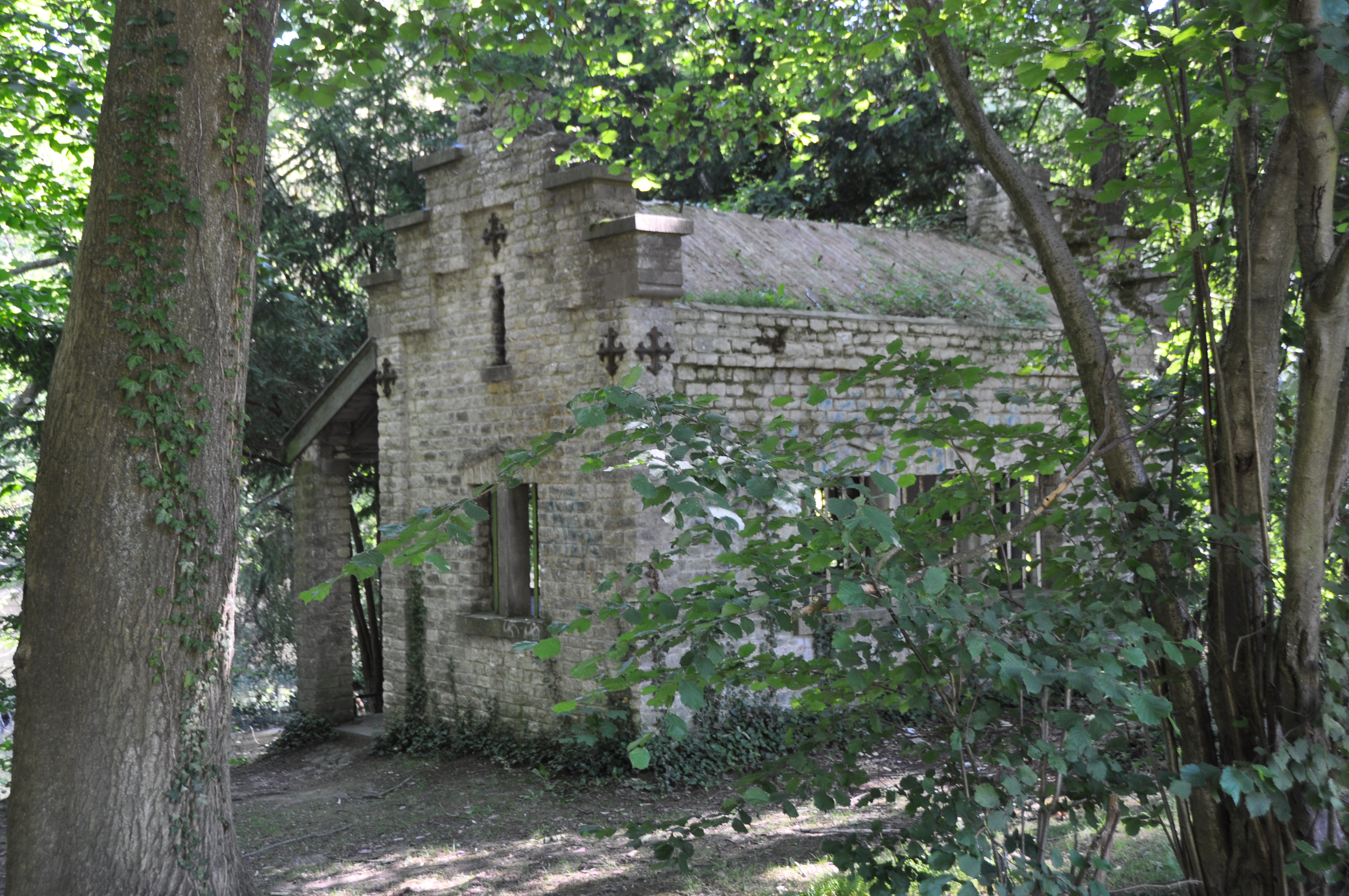
Overgebleven kloostergebouwtje

De Priorij Zevenborren of Zevenbronnen (Frans: Prieuré de Sept Fontaines) is een voormalig augustijnerklooster (1389-1784) in Sint-Genesius-Rode in de Belgische provincie Vlaams-Brabant. Het lag in een bronnenrijk valleigebied dat toen nog deel was van het Zoniënwoud en waarin zich vijvers hadden gevormd.

## Geschiedenis
Zevenborren was ontstaan als een kluis gesticht door Gielis van Bredeycke, kapelaan van de Anderlechtse Sint-Guidokerk. Hij trok zich terug in het woud met enkele gezellen en kon rekenen op de steun van de kerkelijke en wereldlijke hiërarchie (inwijding van de kapel door de hulpbisschop van Kamerijk op 11 april 1388; schenking van de gronden door hertogin Johanna van Brabant bij akte van 4 november 1388).
In het Zoniënwoud bevonden zich nog twee andere conventen: de Priorij Groenendaal en het Rood-Klooster. Alle drie hadden ze de regel van de kanunniken van Saint-Victor aangenomen, voorgestaan door Jan van Ruusbroec. Ze vormden in 1402 een monastieke congregatie onder leiding van Groenendaal. In 1412 traden ze gezamenlijk toe tot de Congregatie van Windesheim.
De monniken van Zevenborren hielden toezicht op het klooster van de reguliere kanunnikessen van Onze Lieve Vrouw ter Cluysen in Eigenbrakel (1399-1456). Op vraag van Jan van Huldenberg stichtte Bredeycke een tweede priorij in Bois-Seigneur-Isaac (1416).
In 1554 bivakkeerde het leger van keizer Karel V, aangevoerd door Emanuel Filibert van Savoye, in het nabije Sart-Moulin. De priorij kwam niet zonder grote averij uit deze episode. Het uitzicht van de priorij is bekend uit gravures van Hans Collaert (16e eeuw) en de Chorographia Sacra Brabantiae (17e eeuw). Eind 18e eeuw bevond Zevenborren zich in slechte staat. De priorij behoorde tot de religieuze instellingen die in 1784 werden opgeheven door keizer Jozef II (edict van 17 maart 1783). De gebouwen werden afgebroken, behalve de abdijhoeve, de schuur en een deel van de brouwerij. Er kwam een papierfabriek en het gastenverblijf werd grondig omgebouwd tot een kasteeltje met een landschappelijk park.

## Bewaring
Sinds 1947 is de site beschermd als cultuurhistorisch landschap. De kloosterdocumenten worden bewaard in het aartsbisschoppelijk archief te Mechelen.